# ريتشارد جوزيف هوبكينز
ريتشارد جوزيف هوبكينز (بالإنجليزية: Richard Joseph Hopkins)‏ هو محامي وقاضي وسياسي أمريكي، ولد في 4 أبريل 1873 في الولايات المتحدة، وتوفي في 28 أغسطس 1943. حزبياً، نشط في الحزب الجمهوري. وقد انتخب عضو مجلس نواب كنساس.